# Element absorbant
În matematică un element absorbant este un tip special de element al unei mulțimi în raport cu o operație binară pe acea mulțime. Rezultatul combinării unui element absorbant cu orice element al mulțimii este elementul absorbant în sine. În teoria semigrupului, elementul absorbant se numește element zero deoarece nu există riscul de confuzie cu alte noțiuni de zero, cu excepția notabilă: în notația aditivă zero poate, în mod firesc, să desemneze elementul neutru al unui monoid. În acest articol „element zero” și „element absorbant” sunt sinonime.

## Definiție
Formal, fie (S, •) o mulțime S cu o operație binară închisă, • (un grupoid⁠(d)). Un element zero este un element z astfel încât pentru orice s din S, z • s = s • z = z. Această noțiune poate fi rafinată la noțiunile de zero la stânga, care cere doar ca z • s = z și zero la dreapta, care cere doar ca s • z = z.
Elementele absorbante sunt deosebit de interesante pentru semigrupuri, în special semigrupul multiplicativ al unui semiinel. În cazul unui semiinel cu 0, definiția unui element absorbant este uneori relaxată, astfel încât nu este necesar să-l absoarbă pe 0; altfel 0 ar fi singurul element absorbant.

## Proprietăți
- Dacă grupoidul are atât elementul zero la stânga z, cât și cel la dreapta, z′, atunci are un zero, deoarece z = z • z′ = z′ .
- Un grupoid poate avea cel mult un element zero.

## Exemple
- Cel mai cunoscut exemplu de element absorbant provine din algebra elementară⁠(d), unde orice număr înmulțit cu zero este egal cu zero. Zero este astfel un element absorbant.
- Zeroul oricărui inel este, de asemenea, un element absorbant. Pentru un element r al unui inel R, r0 = r(0 + 0) = r0 + r0, deci 0 = r0, deoarece zero este unicul element a pentru care r − r = a pentru orice r din inelul R. Această proprietate este valabilă și într-un pseudoinel⁠(d), deoarece elementul neutru multiplicativ nu este necesar.
- Aritmetica în virgulă mobilă, așa cum este definită în standardul IEEE-754, conține o valoare specială numită „Not-a-Number” (NaN, în română nu este un număr). Este un element absorbant pentru orice operație; adică x + NaN = NaN + x = NaN, x − NaN = NaN − x = NaN etc.
- Mulțimea relațiilor binare peste o mulțime X, împreună cu compunerea relațiilor⁠(d) formează un monoid cu zero, unde elementul zero este mulțimea vidă.
- Intervalul închis H = [0, 1] cu x • y = min(x, y) este, de asemenea, un monoid cu zero, iar elementul zero este 0.
- Alte exemple:

| Domeniu                    | Operația | Operația                   | Absorbant | Absorbant    |
| -------------------------- | -------- | -------------------------- | --------- | ------------ |
| Numere reale               | ⋅        | Înmulțire                  | 0         |              |
| Întregi                    |          | Cel mai mare divizor comun | 1         |              |
| Matrici pătrate n × n      |          | Înmulțirea matricilor      |           | Matrice nulă |
| Extensie a numerelor reale |          | Infinit negativ            | −∞        |              |
| Extensie a numerelor reale |          | Infinit pozitiv            | +∞        |              |
| Mulțimi                    | ∩        | Intersecție                | ∅         | Mulțime vidă |
| Submulțimi ale mulțimii M  | ∪        | Reuniune                   | M         |              |
| Logică booleană            | ∧        | „și” logic⁠(d)              | ⊥         | Fals         |
| Logică booleană            | ∨        | „sau” logic                | ⊤         | Adevărat     |